# Zeit Geschichte
Zeit Geschichte (Eigenschreibweise: ZEIT Geschichte) ist das zweimonatlich herauskommende Geschichtsmagazin des Zeitverlags. Das Magazin erschien erstmals im April 2005, 2025 wurde entsprechend das 20-jährige Jubiläum begangen.

## Themen
Das Magazin gibt einen Einblick in Schlüsselmomente der Weltgeschichte, wichtige Figuren und Epochen werden vorgestellt sowie kritisch beleuchtet. Politische, soziale und kulturelle Entwicklungen in verschiedenen historischen Kontexten werden analysiert. Es greift mit Aufsätzen, Interviews, Grafiken, Karten, Fotografien, Kurzbiografien etc. insbesondere geschichtliche Ereignissen wie Jubiläen oder aktuelle Debatten auf.
Zeit Geschichte ist, wie unter anderem Zeit Wissen, Zeit Verbrechen, Zeit Campus, Zeit Leo, ein eigenständiges Magazin des Zeitverlages. Besonderheiten sind die anschaulichen Grafiken, der Gegenwartsbezug sowie die Rubrik des Fundstücks, in der pro Heft ein besonderes originales Objekt vorgestellt wird.

## Redaktion, Autorinnen und Autoren
Mitbegründer und Chefredakteur war im Jahr 2005 Moritz Müller-Wirth. Auf ihn, der in die Rolle des Herausgebers wechselte, folgte 2008 Christian Staas. Im Mai 2016 übernahm Frank Werner die Position des Chefredakteurs und leitet das Magazin seitdem. Christian Staas ist Zeit Geschichte, gemeinsam mit Volker Ulrich, weiterhin als Herausgeber verbunden.
Neben den Redakteuren Markus Flohr, Samuel Rieth und der Redakteurin Judith Scholter steuern  Historiker und Historikerinnen Fachwissen in Aufsätzen, Reportagen, Essays und Interviews bei.

## Sonstiges
Erfolgreiches Derivat des Magazins ist der Podcast Wie war das nochmal?, der mit der ersten Folge am 11. September 2021 startete. Jeden Monat werden Themen aus dem jeweils aktuellen Magazin Zeit Geschichte aufgegriffen und vertieft. Der Fokus des Podcasts liegt darauf, Geschichte auf eine leicht verständliche Weise zu präsentieren und gleichzeitig oft weniger bekannte Details herauszuarbeiten.
Zusätzlich erscheinen gelegentlich Sonderhefte, in denen der Fokus stärker auf dem Bildmaterial liegt. So beispielsweise im PANORAMA Sonderheft Helmut Schmidt aus dem Jahr 2016 oder im PANORAMA Sonderheft Der Orient aus dem Jahr 2017. 